# Superammasso Saraswati
Il Superammasso Saraswati è un superammasso di galassie situato prospetticamente in direzione della costellazione dei Pesci nella regione Stripe 82 dello Sloan Digital Sky Survey (SDSS III DR12).
Questa struttura, formata da non meno di 43 ammassi e gruppi di galassie, è situata ad una distanza media (distanza percorsa dalla luce) di circa 4 miliardi di anni luce dalla Terra (redshift z ~ 0,28). Con la sua morfologia filamentosa si estende per circa 650 milioni di anni luce (~ 200 milioni di parsec).
La sua scoperta, ad opera di un gruppo di astrofisici indiani, è stata riportata in uno studio pubblicato nel luglio 2017 sulla rivista The Astrophysical Journal. Il superammasso è stato identificato a seguito del riscontro della presenza di una elevata densità di galassie intorno a due ricchi ammassi di galassie, Abell 2631 che è situato al centro del superammasso, e ZwCl 2341+0000 situato in direzione sud alla distanza di ~ 45 milioni di parsec dal primo.

## Caratteristiche
Il superammasso Saraswati risulta essere uno dei più grandi e massicci superammassi di galassie attualmente conosciuti tanto che può essere messo a confronto, in termini di massa, con altre grandi strutture dell'universo osservabile come il Superammasso di Shapley (SCl 124).La sua massa complessiva è stimata in ~ 2 × 1016 masse solari.

## Principali ammassi di galassie del superammasso Saraswati
| Nome             | R.A.        | DEC        | Distanza M. di a.l. | Redshift (z) | Nomi alternativi                                         |
| ---------------- | ----------- | ---------- | ------------------- | ------------ | -------------------------------------------------------- |
| Abell 2631       | 23h37m40.6s | +00°16'36" | 3.232               | 0,2772       | ZwCl 2335.1+0000, ACT-CL J2337.6+0016, MCXC J2337.6+0016 |
| ZwCl 2341.1+0000 | 23h43m39.7s | +00°16'39" | 3.157               | 0,2694       | ZwCl 2341+0000, NSCS J234339+001747, PSZ1 G089.51-58.10  |

## Origine del nome
Saraswati è una divinità del pantheon induista, dea della conoscenza, della musica, dell'arte, della saggezza e della natura. Inoltre il nome fa riferimento ad un mitico fiume, attualmente non più identificabile a causa del cambiamento del suo corso che probabilmente lo ha fatto inglobare nell'Indo, lungo il quale si sono sviluppate antiche civiltà nel corso del secondo millennio a.C.